# Ján Mančuška
Ján Mančuška (7. dubna 1972, Bratislava – 1. července 2011) byl český konceptuální umělec slovenského původu.

## Život
V Čechách žil od roku 1978. V letech 1991–1998 studoval na Akademii výtvarných umění v Praze v kreslířském ateliéru Jitky Svobodové, grafickém ateliéru Vladimíra Kokolii a malířském ateliéru Vladimíra Skrepla. V letech 1996–2002 spolu s Josefem Bolfem, Tomášem Vaňkem a Janem Šerých působili jako umělecké seskupení BJ (Bezhlavý Jezdec). V roce 2004 se Mančuška stal laureátem renomované Ceny Jindřicha Chalupeckého pro mladé umělce do 35 let. Patřil k českým umělcům nejčastěji vystavujícím v zahraničí. Během studijního pobytu v USA mu byla nabídnuta samostatná výstava v prestižní newyorské Andrew Kreps Gallery, která ho společně s berlínskou galerií Meyer Rigger následně zastupovala. Jeho instalace Konference byla zařazena do sbírek Muzea moderního umění v New Yorku. Ve spolupráci s umělci Stanem Filkem a Borisem Ondreičkou a kurátorem Markem Pokorným vytvořili v roce 2005 expozici Československého pavilonu na Bienále v Benátkách. V roce 2010 měla v Královském dánském divadle premiéru jeho divadelní inscenace Hra pozpátku. V českém nastudování ji Mančuška představil v pražském Divadle Archa. Zemřel ve věku třiceti devíti let v důsledku mnohaleté poruchy krvetvorby.

## Samostatné výstavy (výběr)
- 2020 Mezera. hunt kastner, Praha[9]
- 2019 ZISKY 2018 GVUO: (Kon)texty Jána Mančušky. Galerie výtvarného umění v Ostravě
- 2016 Čas Příběh Prostor. Moravská galerie v Brně
- 2015 První retrospektiva. Městská knihovna, Galerie hlavního města Prahy[10]
- 2010 Everything that really is, but has been forgotten. Meyer-Riegger Berlin, Berlín
- 2010 A Never Ending Story. Calanda, Španělsko
- 2010 This is how it really happened. Georg Kargl Box, Vídeň
- 2009 Tíseň z nejprve vymyšleného / Bange vor dem zuerst Ausgedachten. Galerie Karin Guenther, Hamburk (spolu s Jeanne Faust)
- 2008 Actor: “Have you been there…?” Actress: “He said after a while”. Andrew Kreps Gallery, New York
- 2008 Jihozápadní sloup a jeho stín na začátku novely. tranzitdisplay, Praha
- 2008 Only those wild species that appeal to people will survive. Kunsthalle Basel, Basilej
- 2007 Sorry for Being So Late. West London Projects, Londýn
- 2007 A Gap. Galerie Meyer-Riegger, Karlsruhe
- 2006 The First Minute of the Rest of a Movie. Neue Kunsthalle St. Gallen (s Jonasem Dahlbergem)
- 2005 Home Alone. Künstlerhaus Bethanien, Berlín
- 2005 Čas v sekvenciách. Galéria hlavného mesta Bratislavy, Pálffyho palác, Bratislava
- 2005 The first minute of the rest of a movie... Bonner Kunstverein, Bonn / Kunsthalle St. Gallen (s Jonasem Dahlbergem)
- 2005 True Story. Andrew Kreps Gallery, New York
- 2004 Marc Foxx. Los Angeles
- 2004 Read it… Andrew Kreps Gallery, New York
- 2003 Boris Mančuška & Ján Ondreička. Galerie Jelení, Praha (s Borisem Ondreičkou)
- 2003 Next Year in Marienbad… České centrum, New York, USA (s Markétou Othovou)
- 2003 Konceptual. Galerie Raketa, Ústí nad Labem
- 2002 Konferenz, Neue Galerie, Graz
- 2002 Galerie Na bidýlku, Brno (s Jiřím Kovandou)
- 2002 Láska. Open Gallery, Bratislava (s Borisem Ondreičkou a Jesperem Alvaerem)
- 2002 Praha 13. Galerie Václava Špály, Praha
- 2001 Já. Galerie MXM, Praha
- 2001 Nerada chodím na záchod někde jinde než tady. Dům umění České Budějovice
- 2000 Osvobozená domácnost. Galerie Na bidýlku, Brno
- 2000 Things Around. Galerie Tent, Rotterdam
- 2000 Galerie Priestor, Bratislava (s Drahušou Lányi)
- 2000 Přešlap. Ateliér Noon, Praha
- 1999 Natvrdo. Galerie Titanic, Divadlo hudby, Olomouc
- 1999 3+1. Galerie Starter & Sorter, Praha
- 1999 Sám doma. Galerie Černý pavouk, Ostrava
- 1999 10 cm nad zemí. Galerie Na bidýlku, Brno
- 1998 vývěsní skříň BJ, ulice Komunardů, Praha